# Battaglia di Ascoli (279 a.C.)
La battaglia di Ascoli di Puglia (l'antica Ausculum, nell'Apulia) è avvenuta nel 279 a.C. tra i Romani, agli ordini dei consoli Publio Decio Mure e Publio Sulpicio Saverrione, e le forze unite tarantine, sannite ed epirote, sotto il comando del re Pirro dell'Epiro.
Fu combattuta nell'ambito del conflitto romano-tarantino per il controllo della Magna Grecia. Fu vinta dalla lega tarantina ma con forti perdite, tanto che a Pirro fu attribuita la celebre frase: Un'altra vittoria così e sarò perduto.

## La strategia
L'esercito romano compiva innumerevoli azioni di guerriglia ai danni degli Epiroti. Inoltre ogni qual volta un manipolo di legionari veniva sgominato, un altro ne prendeva il posto a compiere azioni di disturbo. Anche all'interno della stessa Taranto non ci si poteva sentire al sicuro. Pirro, desideroso di far insorgere tutta l'Italia meridionale con un esercito variegato comprendente anche mercenari al soldo dei tarantini, reparti di re Tolomeo Cerauno di Macedonia (una falange macedone, un reparto di cavalleria tessala), fanti e cavalieri mercenari provenienti dall'Etolia, dalla Acarnania e dall'Atamania, disertori oschi e sanniti, per un totale di 40000 uomini, si diresse a Nord, nel territorio della Daunia, regione pressappoco corrispondente all'attuale provincia di Foggia.
Da quel luogo, attraversato l'Appennino, contava di piombare sul basso Lazio e di prendere Roma di sorpresa. Ma le spie romane, avendo avuto la certezza dell'intento di Pirro, fecero sì che i romani attirassero l'esercito avversario tra il torrente Carapelle e il monte Carpinelli, in una piana non vasta abbastanza per la cavalleria avversaria e per lo schieramento dei 19 elefanti che Pirro aveva con sé. La stessa falange macedone richiedeva ampi spazi per poter esser pienamente operativa. Viceversa le compatte legioni romane erano interdipendenti e non richiedevano ampi spazi di manovra.
I romani schieravano 8 legioni per un totale di 40000 uomini: 4 romane e 4 alleate (sanniti, latini, etruschi). Lo storico greco Polibio, che scrive circa un secolo e mezzo dopo la data degli avvenimenti, lascia supporre che i Dauni, alleati di Roma, abbiano scelto essi stessi il luogo della battaglia e che Pirro, vista l'inferiorità nella fanteria e la superiorità nella cavalleria, che era neutralizzata dalla topografia del luogo, alternò picchieri a coorti di alleati e mercenari.

## Ordine di battaglia di Pirro
È possibile conteggiare gli effettivi di Pirro ad Ascoli partendo dal meticoloso elenco di Dionigi di Alicarnasso ed integrandolo con le poche altre fonti a nostra disposizione. Dionigi enumera tutti i reparti di Pirro, non ne fornisce però la singola consistenza, ma solamente la somma, ammontante a 70000 fanti e 8000 cavalieri, cifra che appare esagerata; specifica tuttavia che soltanto 16000 fanti appartenevano alle truppe traghettate dall'Ellade, così come solo 20000 erano i cittadini romani dell'esercito contrapposto, a cui attribuisce la medesima consistenza. Conoscendo la composizione consueta delle fanterie romane di epoca repubblicana - per una metà cittadini e per l'altra socii - ed accostandovi il dato offerto da Frontino - che parla di circa 40000 uomini per parte - è plausibile pensare ai 70000 fanti e 8000 cavalieri come al totale degli uomini scesi in campo: con una leggera superiorità numerica di Pirro tra le file della cavalleria, una più consistente di Roma nella fanteria (come specifica lo stesso Dionigi). Confrontando poi gli schieramenti, si nota come ogni legione fronteggi sempre tre reparti nemici, che sono dunque da considerare di forza grossomodo pari. Ipotizzando quindi che Pirro richiedesse a sudditi, alleati e mercenari contingenti di entità standard, il suo schieramento doveva essere il seguente:
- Ala destra: 400 cavalieri Sanniti[3]; 300 cavalieri Tessali; 200 cavalieri Bruzi; 200 cavalieri mercenari italici[4].
- Centro: I divisione - 2500 falangiti Macedoni; 3000 falangiti Ambracioti; 3000 peltasti mercenari italici[5]. II divisione - 3000 opliti Tarantini; 3000 guerrieri Bruzi; 3000 guerrieri Lucani. III divisione - 3000 falangiti Molossi[6]; 3000 falangiti Caoni; 3000 falangiti Tesproti. IV divisione - 3000 peltasti mercenari greci[7]; 6000 fanti Sanniti[8].
- Ala sinistra: 300 cavalieri Ambracioti; 200 cavalieri Lucani; 200 cavalieri Tarantini; 400 cavalieri mercenari greci[9].
- Riserva: 500 cavalieri dello Squadrone Reale[10]; 600 cavalieri dell'agema d'Italia[11]; 900 cavalieri Epiroti[12]; 2000 arcieri e 500 frombolieri asiatici[13]; 20[14] elefanti.

I contingenti italici erano a pieno organico; da quelli ellenici vanno defalcati i quasi 4000 caduti di Eraclea, oltre ad un imprecisato numero di vittime durante la traversata del Canale d'Otranto.

## Lo scontro
La battaglia durò due giorni, interrotta solo dal calar del sole. Il primo giorno, i Romani contennero la coalizione avversaria: la prima legione romana indietreggiò sotto l'urto dell'ala sinistra epirota dotata di elefanti. Il centro dello schieramento epirota, in cui si trovavano anche i mercenari tarantini, gli oschi ed i sanniti, fu spazzato via dalla terza e dalla quarta legione. Nel frattempo i Dauni, con un drappello di uomini, andarono a saccheggiare il campo di Pirro assieme alla prima legione romana, ma vennero ricacciati su un colle dall'azione della cavalleria epirota. Essi, rifugiati nei boschi, non riuscirono ad esser stanati dagli Epiroti. La cavalleria greca venne, a sua volta, attaccata e dispersa da quella romana.
L'indomani, Pirro, all'alba, fece occupare il colle ed il bosco che il giorno prima aveva dato rifugio ai romani. Secondo Frontino, il re schierò a destra i Sanniti (con gli ipaspisti); al centro la falange epirota appoggiata dai Tarantini; a sinistra gli ausiliari Lucani, Bruzi e Messapi. I romani dovettero scontrarsi in campo aperto con gli Epiroti, ma la falange, su un terreno accidentato, non riusciva ad assicurare la compattezza indispensabile a sopraffare le legioni romane. A questo punto, Pirro decise di far intervenire gli elefanti per sfondare le linee romane, cosa che puntualmente avvenne. I romani non ebbero successo a contrastare i pachidermi con speciali carri di loro invenzione. In compenso, ebbero miglior fortuna crivellandoli di dardi e di giavellotti. Pirro stesso fu colpito da un giavellotto al termine della battaglia. I romani si ritirarono ordinatamente nel loro campo, mentre gli Epiroti dovettero faticare non poco a calmare gli elefanti impazziti dal dolore per le frecce e le lance ricevute. In questa battaglia morì il console Publio Decio Mure immolandosi con una Devotio.

## Conseguenze
Tatticamente, la vittoria fu degli Epiroti, ma strategicamente fu del tutto inutile: né i Sanniti si ribellarono ai Romani, né lo fecero i Latini, gli Etruschi e gli altri popoli italici. Anche i Greci di Napoli e di Cuma rimasero alleati ai Romani. Roma stessa non poté esser assalita da Pirro che vide sfumare il suo proposito intimidatorio. Pirro si dice avesse esclamato che "Un'altra vittoria come questa e torno a casa senza esercito!". I Romani coniarono l'espressione "Vittoria di Pirro" per identificare appunto una vittoria ottenuta a caro prezzo e che non porta a vantaggi concreti e tangibili.